# Żołnierz Rewolucji
Żołnierz Rewolucji – polskojęzyczny tygodnik, wydawany przez działaczy komunistycznych w czasie wojny polsko-bolszewickiej, przeznaczony do niejawnego kolportowania wśród żołnierzy armii polskiej. Stanowił kontynuację komunistycznego pisma „Żołnierz Polski”, wychodzącego od maja do lipca 1920 w Charkowie.